# 人妻コスプレ喫茶
『人妻コスプレ喫茶』（ひとづまコスプレきっさ）は、アトリエかぐや TEAM HEARTBEATから2003年5月30日に発売された18禁人妻誘惑アドベンチャーゲームである。2006年に続編の『人妻コスプレ喫茶2』が発売されている。

## 内容
本作はタイトル通り、コスプレした人妻達と共に喫茶店を切り盛りしていく内容だが、セーラー服やナース服といった定番の衣装ではなく、レースクイーンのような露出度の高い服を制服にして接客をしている。コスプレの衣装はゲーム中で条件を満たすと入手でき、これらの集めた衣装をコスプレデーの際に選択することができる。選んだ衣装とヒロインの好感度によってはイベントが発生するケースがある。
主人公と人妻達の肉体関係には背徳感や貞操観念といったものが薄く、不倫や浮気といった反道徳的な行為をしているにもかかわらず陰鬱な描写はない。2P、3Pどころか4Pまで専用ルートが存在するが、ストーリー上の重要な部分でそれを覆す展開が起こるルートが複数ある。
タイトルに反して攻略対象キャラクターには少年も含まれるため、ショタゲーとしても名を挙げられることがある。

## あらすじ
ある日、喫茶店「のえる」のマスターが事故に遭い入院してしまう。主人公である常連客の朝比奈智也は、マスターの一人娘の館野のえるから責任を追及され、急遽喫茶店の代理マスターをすることになる。
しかし、一介の学生でしかない智也に代役が務まるはずも無く、客足は遠のく一方。困り果てた智也に、同じく常連で知己の主婦達が協力を申し出てくれる。智也は藁にもすがる思いで手伝いを頼むが、のえるの突飛な提案によって主婦達は目のやり場に困るようなコスチュームを身に纏って現れ、智也を驚嘆させる。
そして、智也はのえるから代理店長に任命され、人妻コスプレ喫茶を新装開店させる。

## 登場人物
朝比奈 智也（あさひな ともや）
声：シュンスケ（アダルトアニメのみ）
喫茶「のえる」の代理マスター。
小野瀬 晶帆（おのせ あきほ）
声：乃田あす実
控え目で清楚、主人公にとっては理想的に見える女性。夫の太一は数年前に他界しているが、本人は努めて明るく振る舞っている。他の人妻たちに比べて奥手で恥ずかしがり屋。しかし、意外に無防備なところがあり、よく他の客にいじめられたり、痴漢にあったりする。
智也に対してはほのかな恋心を抱いているが、亡夫である太一への一途な想いがまだ残っている為にそれに気が付いていない。
鬼畜ルートでは他の人妻たちと違い最後まで快楽に抵抗したため、客から強力な媚薬を使われ知らない相手の子供を妊娠した事で精神が壊れる。
不破 涼華（ふわ りょうか）
声：深井晴花
クールで知的。家族には医師の夫と娘が一人いる。エッチには積極的で、何かと主人公に意味ありげに迫ってくる。好きなものはバイクや車、そしてお酒とセックス。お酒を飲むと人が変わり（いつもと同じ？）、絡んできたり男女かまわず押し倒したりする。そんな彼女も娘の前では優しい母親としての表情を見せる。実は売れっ子の小説家でP．N「不破 鈴鹿（ふわ すずか）」の名前で世間は通っている。鬼畜ルートでは最終痴漢電車に乗せられる。
榊 聖亜（さかき せいあ）
声：白井綾乃
世間知らずなお嬢様。かなり豊満な身体をしており、主人公以外の相手にも無防備に接してくる。しかし、それは計算されたものであり、その外見とは裏腹に恐るべき肉欲を隠し持っている。夫は金融会社の社長をしているが、夫は榊家の権力と財産目当てで聖亜と仕方なく結婚している為に当然二人の間に愛は無く、夫婦仲は冷めている。その為、夫以外の相手に抱かれるのに抵抗はない。
真下 佳奈絵（ました かなえ）
声：長崎みなみ
良妻賢母。家族は普通のサラリーマンと娘が一人いる。いつも微笑みを絶やさず、万事においておっとりしている。普段は地味な格好をしているが、秘めた「オトナの女性」の色気はかなりのもので、他の常連客がその身体を狙っている。
そんな性格なので、押しに弱く男に強引に肉体関係を迫られると断り切れず、嫌々肉体関係を持ってしまう。
鬼畜ルートでは知り合いの商店街の人たちに輪姦される。
館野 のえる（たての のえる）
声：金田まひる
明るく行動力がある。喫茶店「のえる」のマスターの一人娘。
南 翔（みなみ つばさ）
声：岩城由奈
智也の後輩でのえるとは同級生。男だが、女っぽい顔だちをしており、展開によっては女装させられる（男の娘）。

## スタッフ
- 原画：M&M[1]
- シナリオ：さんきち、もみあげルパンR[1]、近江達裕、栗原いおん
- 音楽：吉田仁郎

## 開発
ブランドが過去に制作した『人形の館〜淫夢に抱かれたメイドたち〜』において、日常の場面やキャラクター同士の会話がユーザーから好評を得られたことや、「人妻を題材とするならば、夫や子どもといった家庭の存在もしっかりシナリオに織り込もう」という方針から、本作においてはHシーン以外の場面においても力がそそがれた。

## アダルトアニメ
Milky制作のアダルトアニメ。全2巻。
各巻リスト
- 人妻コスプレ喫茶 VOL.1（第一巻） 2004年3月25日発売
- 人妻コスプレ喫茶 VOL.2（第二巻） 2004年8月25日発売

スタッフ
- 原作：アトリエかぐや
- プロデューサー：篠山香織、深海山子
- 脚本：頼経康史
- 演出・絵コンテ・監督：白水ひろし
- アニメキャラクターデザイン・作画監督：冬木春夫
- 作画監督：冬木春夫、飯野浩（2話）
- 動画・背景：PILGRIM
- 色指定・仕上検査：ねこ屋むにに
- 音響監督：鳥島和也
- 美術監督：今村立夫
- 効果：ミント太郎
- 音楽：あるるかん、Teruo konishi
- 録音：あるるかん
- 録音スタジオ：Recording Studio TOP TEAM
- 撮影：ビィオラ
- 編集：ファルコン
- 制作進行：飯泉収一（1話）、飯野徹也（2話）
- アニメーション制作：あいこ
- 制作協力：J.FOX
- 製作・発売「人妻コスプレ喫茶」アニメ製作委員会

主題歌
エンディングテーマ『愛を伝えて...』
作詞：剣崎竜 / 作曲：Teruo konishi / 唄：山咲真希

## 関連商品
書籍
- 人妻コスプレ喫茶 ハーヴェストノベルズ
  - 戸田 栄二郎 著、2003年11月1日発売、ハーヴェスト出版刊、ISBN 4-434-03595-9

DVD-PG
- 人妻コスプレ喫茶 DVDPG Edition
  - 2005年4月28日発売、IXIA